# 이수 (충숙공)
이수(李睟, 1569년 ~ 1645년 11월 21일)는 조선 중기의 왕족으로, 자는 명원(明遠)이다. 중종의 5남인 덕양군 이기(李岐)의 손자이다.

## 생애
이수는 1583년 보신대부(保信大夫)와 구천(龜川)이라는 명호를 받았고, 종친부부정(宗親府副正)에 임명되었다. 1592년 임진왜란때 선조를 의주(義州)까지 호종한 뒤 선전관이 되었다. 1604년 선록(璿錄)을 정리하는 데 참여하고, 당상관 명선대부(明善大夫)에 올랐다.
1613년(광해군 5년) 정의대부(正義大夫)가 되면서 구천군(龜川君)에 봉해지고, 1614년 중의대부(中義大夫)에 올라 이듬해 사옹원제조(司饔院提調)를 겸하였다. 1617년 이이첨(李爾瞻)을 배척하고 윤선도(尹善道)를 옹호하는 상소를 하였다가 순천으로 유배되었다가 1621년 풀려났다.
1623년 숭헌대부(崇憲大夫)에 올라 다시 사옹원제조와 종친부(宗親府)를 겸하여 관장하였다. 1624년(인조 2년) 이괄의 난이 일어나자 인조를 공주까지 호종하여 가덕대부(嘉德大夫)에 올랐으며, 정묘호란때에는 임금을 강화도로 호종하였다. 그 뒤 오위도총부(五衛都摠府) 도총관 자리에 올랐다.
1645년(인조 23) 세상을 떠났다. 향년 77세.
현록대부(顯祿大夫)에 추증되었으며, 시호는 충숙(忠肅)이다.

## 묘역
《이수선생묘》는 경기도 성남시 분당구 궁내동에 위치하고 있다. 1980년 6월 2일 경기도의 기념물 제54호로 지정되었다.